# طويلة (السودان)
طويلة هي مدينة بولاية شمال دارفور غرب السودان.

## التاريخ
في 2004، تعرضت المدينة للتدمير خلال الحرب في دارفور. وكانت المدينة ضحية لعمليات المسلحين. كانت المدينة أحد مواقع نشاط العملية المشتركة للاتحاد الإفريقي والأمم المتحدة في دارفور.

## أثر حرب السودان 2023
خلال نزاع السودان 2023، نزح عشرات آلاف المواطنين من المدينة عقب اندلاع الاشتباكات بين القوات المسلحة السودانية وقوات الدعم السريع. في 19 يونيو 202، حاصرت قوات الدعم السريع فرقة من القوات المسلحة السودانية وقتلت عدداً من جنودها. منذ 23 سبتمبر 2023، وقعت المدينة تحت سيطرة حركة تحرير السودان - فصيل عبد الواحد النور.

## روابط خارجية
وثائقي عن محلية طويلة والزراعة على يوتيوب